# Лега, Сильвестро
Сильвестро Лега (итал. Silvestro Lega; 8 декабря 1826, Модильяна — 21 сентября 1895, Флоренция) — итальянский художник, один из главных представителей движения маккьяйоли.

## Биография
Сильвестро Лега родился в Модильяне в семье землевладельца. С 1838 года учился в колледже ордена пиаристов, где проявил большую склонность к рисованию. В 1843 году переехал во Флоренцию, где учился в Академии художеств в классе Э. Полластрини и занимался в студиях Л. Муссини и А. Чизери. В 1848—49 годах принимал участие в движении Рисорджименто, воевал в Тоскане и Ломбардии, был последователем идей философа и политика Джузеппе Мадзини.
Вернувшись во Флоренцию в 1850 году Лега продолжил обучение в Академии художеств у Дж. Беццуолли. Получил серебряную медаль за картину «Давид, играющий перед Саулом». В конце 1850-х годов сблизился с Джованни Фаттори, Телемако Синьорини и Адриано Чечони, составив вместе с ними основу движения маккьяйоли, выступавших против академического стиля в искусстве.

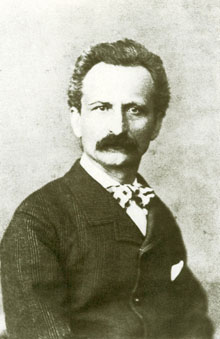
Фотография Сильвестро Лега

Сильвестро Лега в середине 1850-х гг. пытался работать в монументальной живописи, расписал церкви в Тредоццо (1856) и Модильяне (1857), где чувствовалось влияние романтизма. В 1861 году во Флоренции прошла Всеитальянская выставка, где Лега показал созданные в конце 1850-х гг. работы на сюжеты из событий борьбы за объединение Италии — «Засада берсальеров в Ломбардии» (1859—61, «Генерал Гарибальди в Варесе в славные дни 26 мая» (1859), «Итальянские берсальеры, ведущие пленных австрийцев» (ок. 1860). Лега получил вторую премию выставки, сделав важный вклад в развитие исторического жанра итальянской живописи.
С 1861 года Лега работал на пленэре на берегу реки Арно. Он писал в основном пейзажи, жанровые сцены, зарисовки с натуры, уделяя особое внимание изображению атмосферы света и воздуха. Тогда были написаны картины «Красный зонтик» (1860-е), «Крестьянская идиллия» (1861), «Прогулка в саду» (1862), «Беседка» (1864), «Партия в крокет» (1862—67), «После обеда» (1868), «Романтическое чтение» (1870). Лега с помощью ярких красочных пятен пытался передать живописность тосканской природы. Бытовые жанровые картины Лега близки к веризму и бидермайеру — «Пение скворца» (ок. 1867), «Женщина в кухне» (1870).

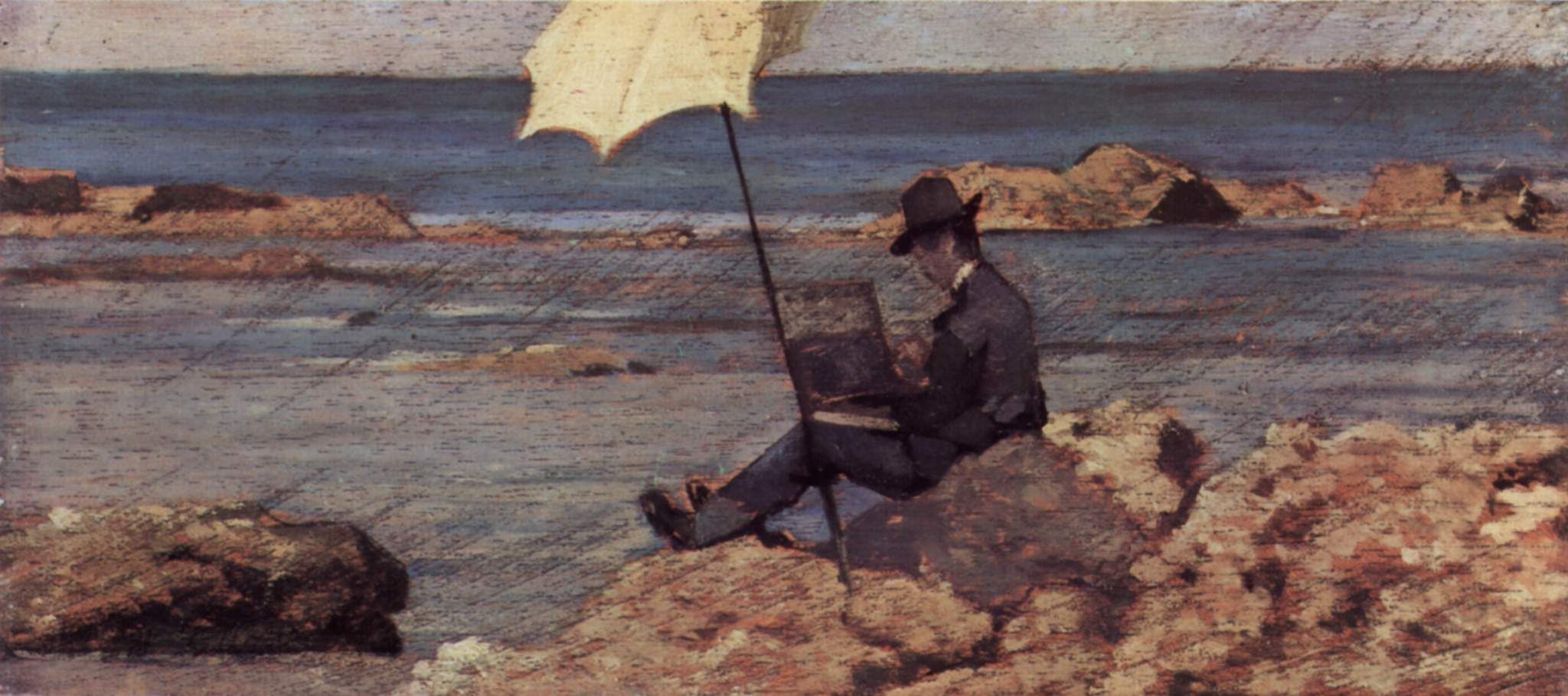
Дж. Фаттори «Сильвестро Лега на берегу моря»

После 1872 года Сильвестро Лега практически прекратил занятия живописью из за резкого ухудшения зрения. Он не смог заниматься и преподаванием. В 1875 году Лега попытался создать во Флоренции галерею современного искусства, но не нашёл финансовой поддержки. Знакомство с творчеством импрессионистов подвигло Лега снова заняться живопись. В 1880—85 гг. Лега жил в Белларива, а в 1886—95 гг. — в Габбро. Тогда он написал пейзажи «Сад в Белларива» (1882), «Церковь Св. Кристины в Габбро» (1880), портреты знакомых «Элеонора Томасси в саду» (1885), «Паола Бандини в саду» (1893), художника П. Номеллини (1889), скульптора Р. Карниелло, (1873), дона Джованни Верита (1885) и крестьян «Девочка из Габбро» (1886—95), «Прядильщица» (1885).
Пейзажи и портреты Лега отличаются яркой декоративностью и чёткой контрастностью. Его творчество оказало большое влияние на развитие итальянского веризма. Полотна Лега в настоящее время находятся в основном в частных коллекциях, а также в галереи Питти во Флоренции, галерее Брера и Галерее современного искусства Милана, городском музее Форли.

## Галерея

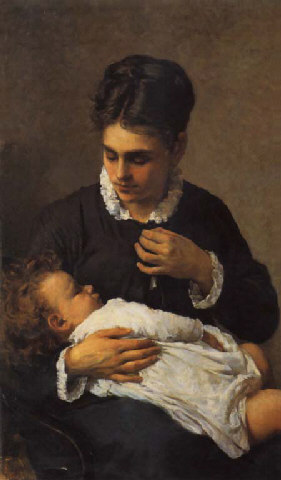
Материнство, 1882
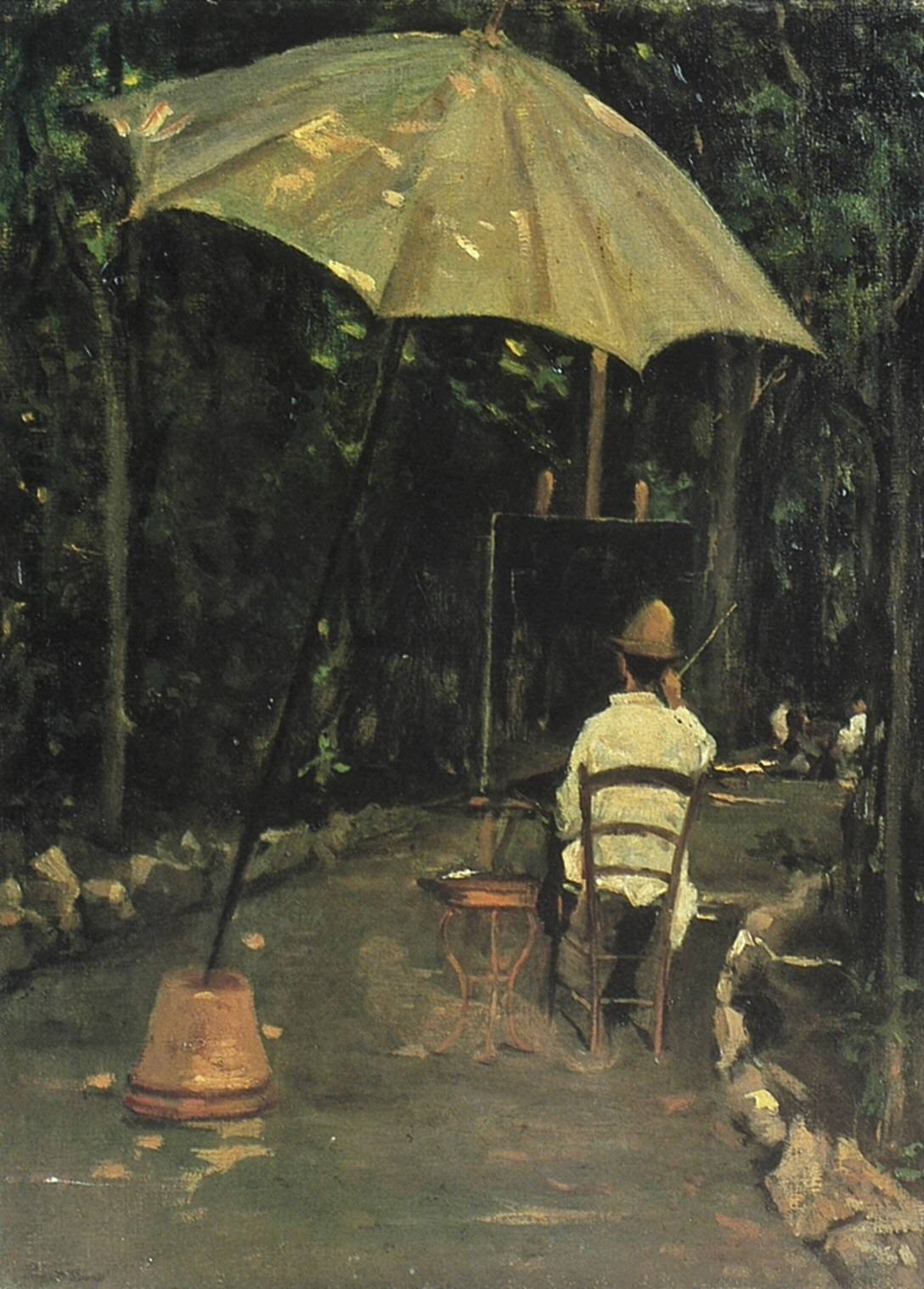
Художник Томмази за работой
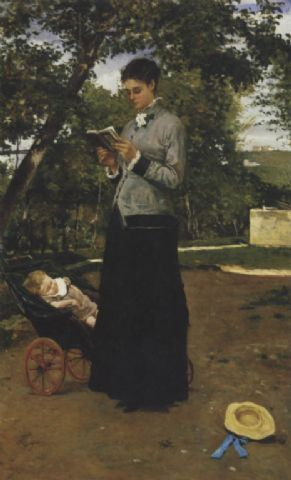
Сон невинности, 1882
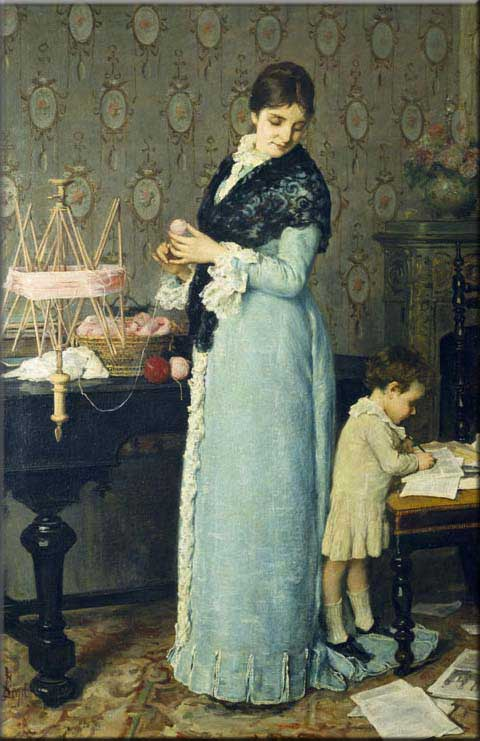
Мать
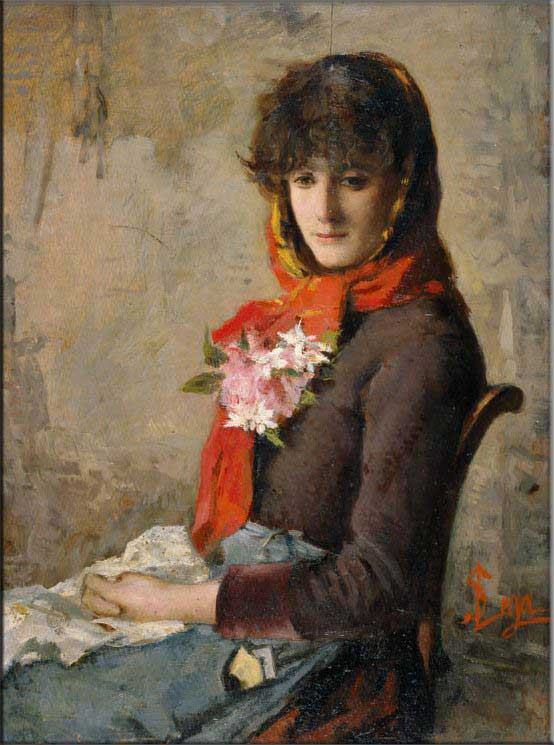
Девушка из Креспины
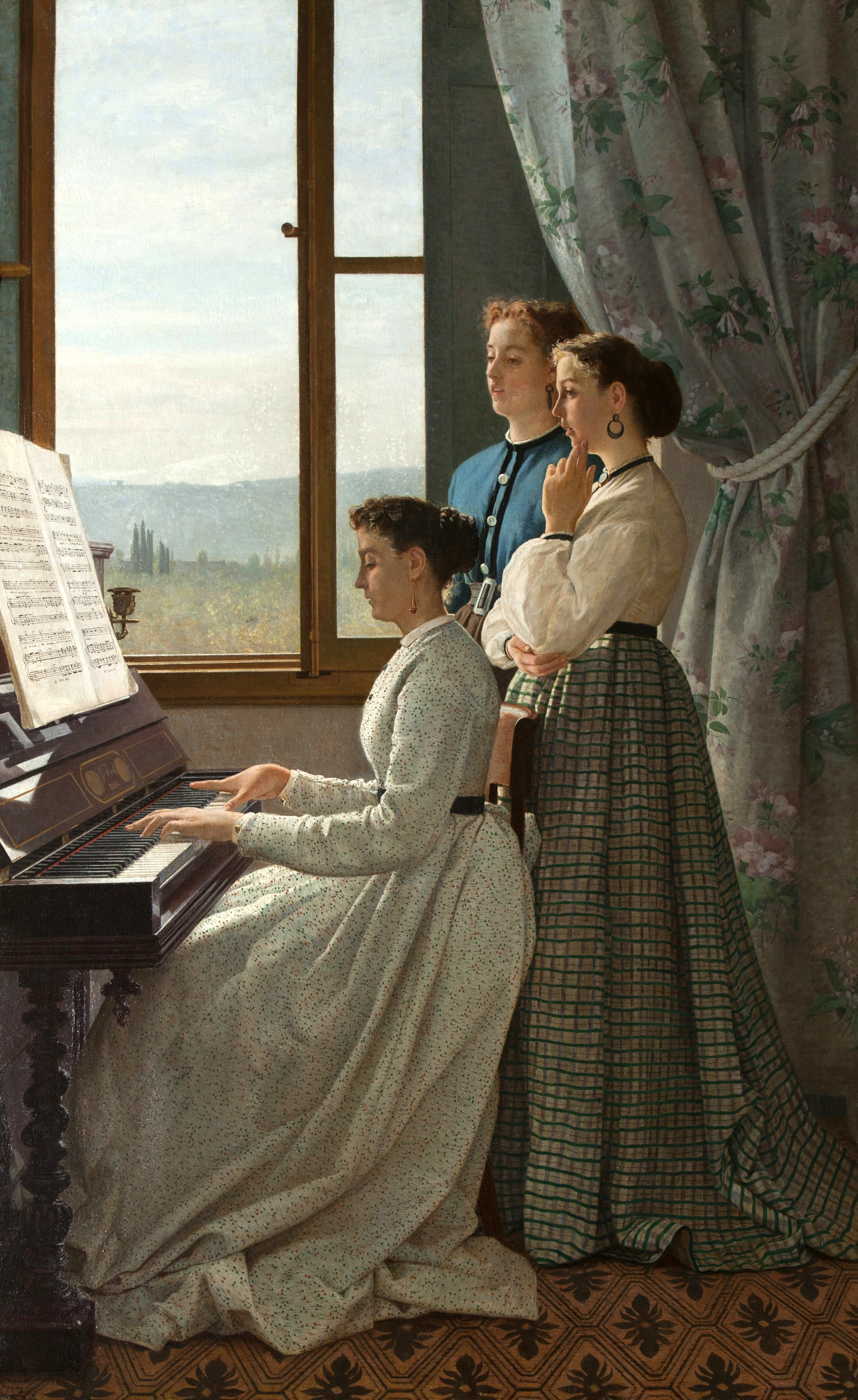
Пение, 1868
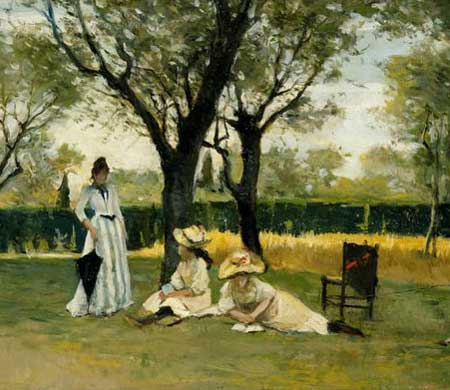
На вилле Поджо Пьяно
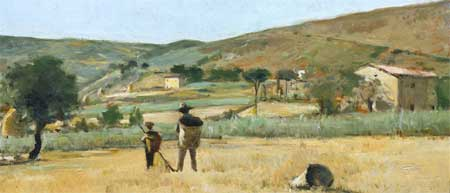
Пейзаж в Габбро
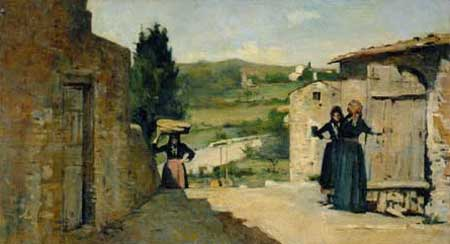
Рядом с Габбро
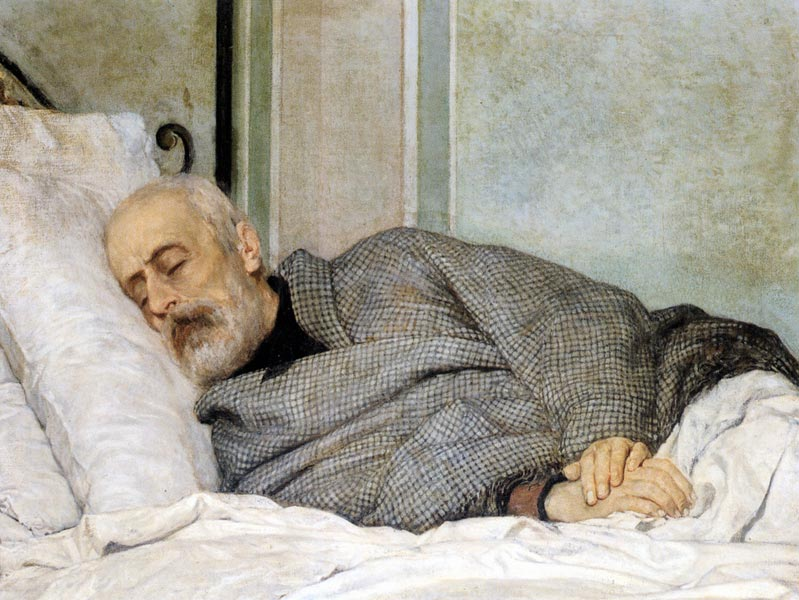
Джузеппе Мадзини на смертном одре, 1873
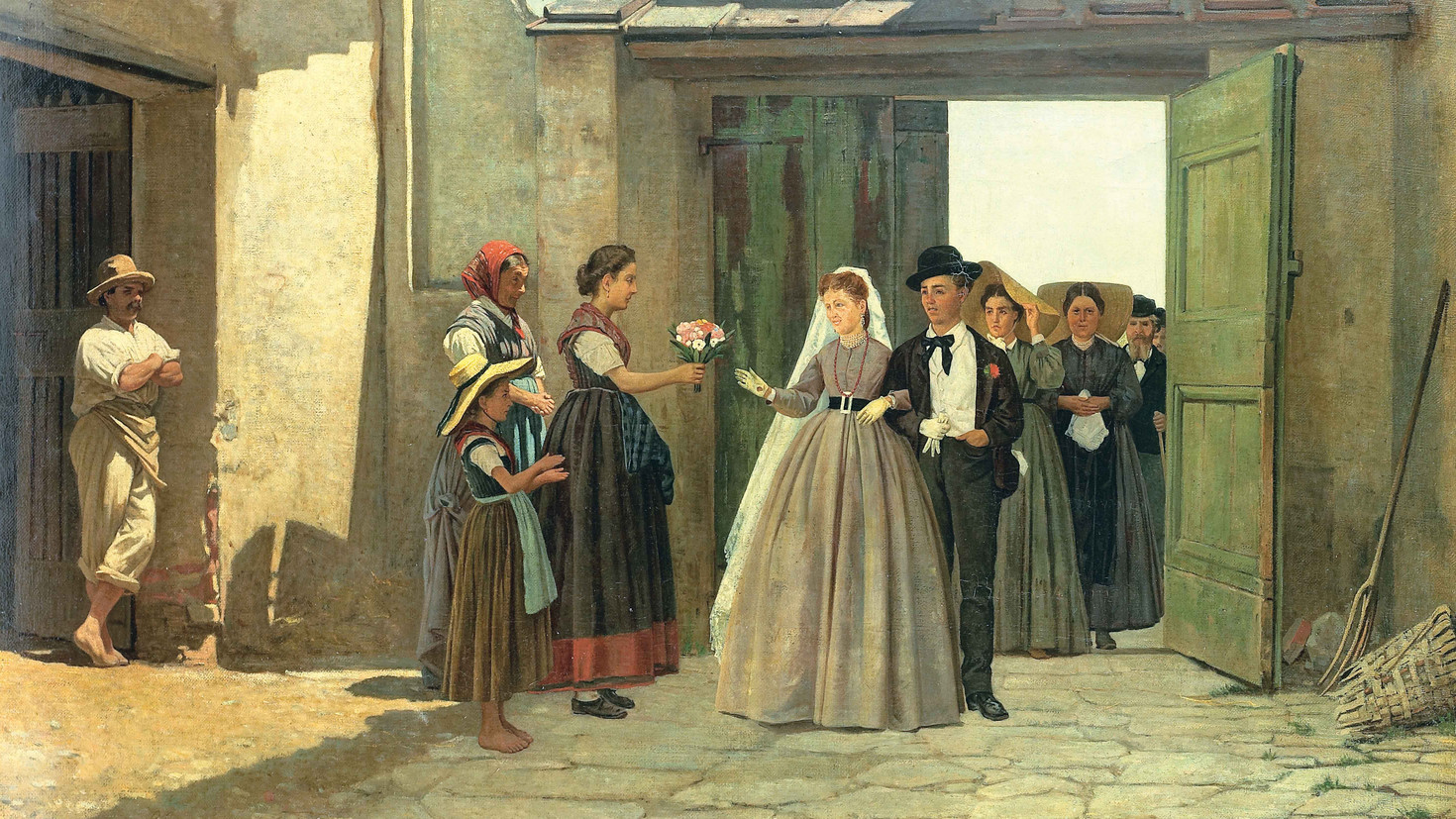
Молодожёны, 1869
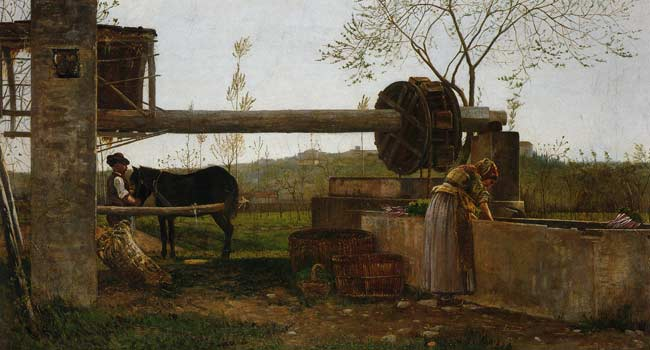
Водоподъёмник, 1863
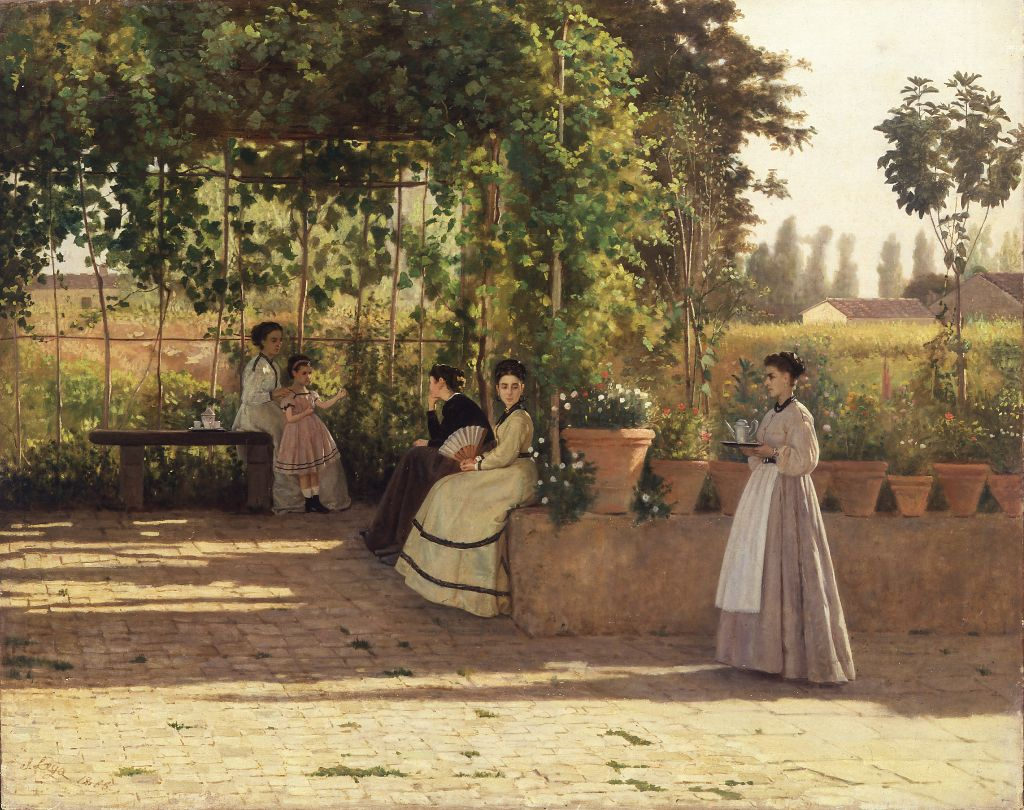
После обеда, 1860
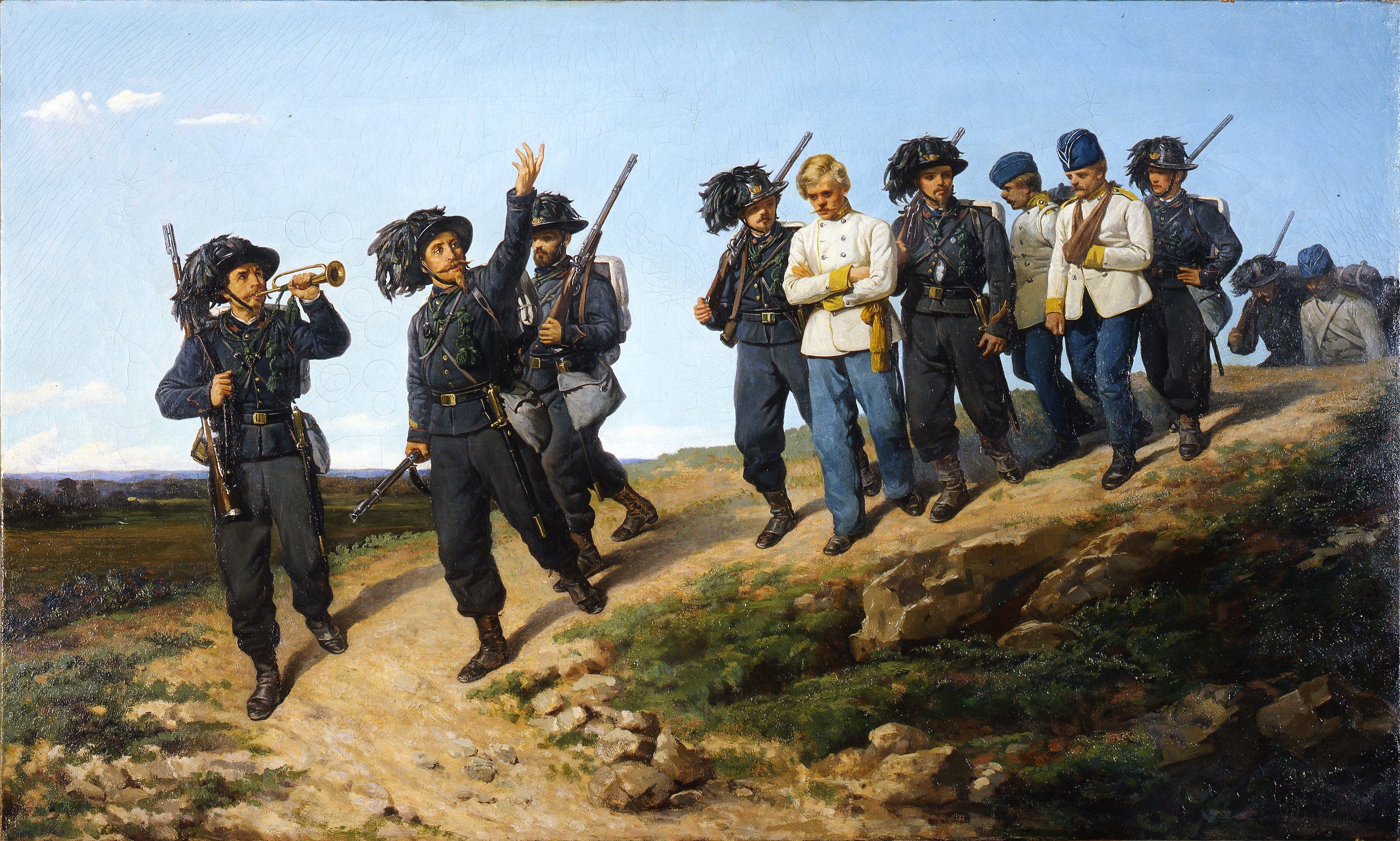
Итальянские берсальеры возвращаются из разведки, 1861
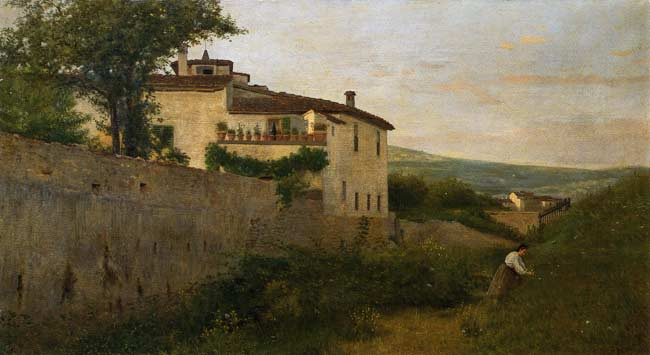
Вид на Пьаджентину, 1863